# Bretton Woods (Nuevo Hampshire)
Bretton Woods es un área ubicada dentro del condado de Carroll, en el estado de Nuevo Hampshire, Estados Unidos. Se encuentra a lo largo de la ruta 302, a 8 km al este de la aldea de Twin Mountain y 32 km de paisajes Crawford Notch al noroeste de la ciudad de Bartlett. Rodeada del Bosque Nacional White Mountain, sus principales puntos de interés son tres instalaciones de ocio y recreo. 
El término "Bretton" deriva de "gente bretona" de Bretaña, en el oeste de Francia, y una de las seis naciones celtas.
Es famoso el sitio por haber sido escenario de la Conferencia Monetaria y Financiera de las Naciones Unidas que se completó en el 22 de julio 1944, en la que se firmaron los Acuerdos de Bretton Woods, contó con la presencia de 44 países, que iniciaron grandes cambios para la economía mundial y crearon dos de las instituciones financieras internacionales más importantes: el Banco Mundial y el Fondo Monetario Internacional.

## Puntos de interés

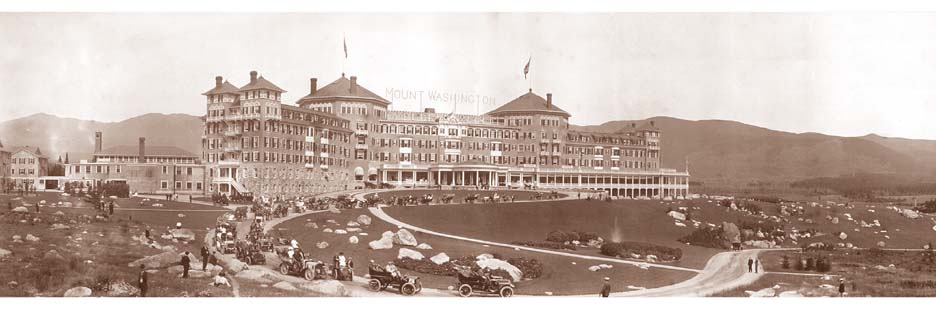
Mount Washington Hotel en 1905

El Mount Washington and Resort es uno de los pocos grandes hoteles de New Hampshire, incluye dos campos de golf, esquí alpino y nórdico, 2.300 km² de spa, paseos en trineo, paseos en trineos tirados por perros, pistas, paseos a caballo y muchas más instalaciones.
La estación de esquí Mountain Resort Bretton Woods sirve tanto para esquí alpino como esquí de fondo, sobre todo en las montañas de Rosebrook, ubicado en Belén, al sur. El complejo alpino es el más grande de Nuevo Hampshire con 101 senderos. A principios del siglo XX, época dorada de los centros turísticos del norte de Estados Unidos para la élite, los pasajeros de trenes viajaban de Boston en el Boston y Mountaineer de Maine. 
Las pistas del Cog Railway y sus edificios asociados se encuentran por la ladera del Monte Washington, en las cercanías de Thompson y de Meserve's Purchase. El "Camino Base" de Bretton Woods y de Fabyan es la ruta preferida para el extremo inferior de las pistas, salvo en los inviernos, cuando el Monte Clinton Road es en cambio el único camino arado a su intersección. (El cierre de la parte inferior de la Ruta de la Base había sido tradicional en 2004). El Cog fue operado durante las temporadas de invierno de 2004 a 2006 para tomar esquiadores para subir hasta la mitad de la montaña.